# Melaspilea rhododendri
Melaspilea rhododendri är en lavart som först beskrevs av Arnold, och fick sitt nu gällande namn av Rehm. Melaspilea rhododendri ingår i släktet Melaspilea, och familjen Melaspileaceae. Arten är reproducerande i Sverige.